# Битка при Пилос
Битката при Пилос (425 г. пр. Хр.) е сражение между атиняните и спартанците за Пилос по време на Пелопонеската война.

## Ход на военните действия
През 425 г. пр. Хр. Атина изпраща войскови части в Сицилия срещу Сиракуза и съюзните градове на Спарта. Една ескадра, която пренасяла подкрепления на запад, поради лошо време хвърля котва в залива на Пилос, на западния бряг на Месения. Атинският военачалник Демостен, който вече се бил отличил в Акарнания, решава да се укрепи в Пилос с известен брой войници и така да контролира цяла Месения. За да отстранят тази опасност, спартанците искат да унищожат атинската позиция. Те превземат крайбрежното островче Сфактерия, което затваря Пилоския залив. Те разчитат на помощта на своя флот с военачалник Бразид.
В това време пристига една атинска ескадра начело с Евримедон и Софокъл и блокира 400-те спартанци, които се намирали на острова. Тази обсада се оказва достатъчна, за да накара Спарта да поиска мир, като предлага на Атина много изгодни за нея условия. Но атинската Еклесия, подбуждана от демагога Клеон, привърженик на крайните мерки, се показва непримирима и след бурни разисквания възлага на Клеон задачата да се справи с обсадените на о. Сфактерия спартанци.
При битката при Сфактерия атинските военни части, които превъзхождали по численост противника, сломяват съпротивата на спартанските хоплити; двадесет дни след заминаването си Клеон се завръща в Атина с 300 пленника, от които 120 спартанци. Тази блестяща военна операция затвърждава решимостта да не се сключва мир преди постигането на пълна победа въпреки пламенните речи на Аристофан в полза на мира.